# Bezirk Brandeis an der Elbe
Der Bezirk Brandeis an der Elbe (tschechisch Okresní hejtmanství Brandýs nad Labem) war ein Politischer Bezirk im Königreich Böhmen. Der Bezirk umfasste Gebiete in Mittelböhmen im heutigen Středočeský kraj (Okres Praha-východ). Sitz der Bezirkshauptmannschaft war die Stadt Brandeis an der Elbe (Brandýs nad Labem). Das Gebiet gehörte seit 1918 zur neu gegründeten Tschechoslowakei und ist seit 1993 Teil Tschechiens.

## Geschichte
Die modernen, politischen Bezirke der Habsburgermonarchie wurden 1868 im Zuge der Trennung der politischen von der judikativen Verwaltung geschaffen.
Der Bezirk Brandeis an der Elbe war zunächst jedoch kein eigenständiger Bezirk, sondern Teil des Bezirks Karolinenthal, der 1868 aus den Gerichtsbezirken Brandeis (tschechisch soudní okres Brandýs), Eule (Jílové) und Karolinenthal (Karlín) gebildet wurde.
Der Bezirk Karolinenthal verlor bereits 1878 durch die Errichtung des Bezirks Königliche Weinberge große Gebiete. Durch die Abspaltung des Gerichtsbezirks Brandeis an der Elbe und dessen Erhebung zum politischen Bezirk per 1. Oktober 1908 wurde der Bezirk Karolinenthal schließlich weiter verkleinert und der Bezirk Brandeis an der Elbe geschaffen.
Der Bezirk Brandeis an der Elbe umfasste 1910 eine Fläche von 303,67 km² und beherbergte eine Bevölkerung von 41.928 Personen. Von den Einwohnern hatten 1910 41.385 Tschechisch und 409 Deutsch als Umgangssprache angegeben. Weiters lebten im Bezirk 134 Anderssprachige oder Staatsfremde. Zum Bezirk gehörte ein Gerichtsbezirk mit 55 Gemeinden bzw. 56 Katastralgemeinden.